# Louis Raphael Sako
Louis Raphael Sako (Zahó, 1948. július 4. –) iraki káld katolikus pap, bagdadi érsek, babiloni káld katolikus pátriárka, bíboros.
Az arab és káld nyelv mellett németül, franciául, angolul és olaszul beszél.

## Pályafutása
Közoktatási tanulmányait Moszulban végezte, majd belépett a domonkosok által működtetett helyi Szent János szemináriumba. 1974. június 1-jén szentelték pappá. A moszuli Szent Pál-székesegyházban szolgált. 1979-ben Rómába küldték a Pápai Keleti Intézetbe, ahol keleti patrisztikából doktorált. Később a párizsi Sorbonne-on is doktori fokozatot szerzett történelemtudományból. 1986-ban visszatért Moszulba, ahol plébánossá nevezték ki. 1997-től 2002-ig a pátriárkai szeminárium rektora volt Bagdadban, majd visszatért moszuli plébániájára.

### Püspöki pályafutása
2002. október 24-én kirkuki érsekké nevezték ki. 2003. november 14-én szentelte püspökké André Sana érsek, Shlemon Warduni és Paulos Faraj Rahho segédletével.
2013. január 31-én bagdadi érsekké és babiloni káld katolikus pátriárkává nevezték ki.
Érsekként  annak a híve volt, hogy induljon meg a különböző társadalmi csoportok között, a hatóságok és a kormányzat között a párbeszéd. A káld katolikus egyház történetének legnehezebb korszakában vezeti az egyházat. Nyilatkozatai 2014-ben helyzetelemzők és segélykérők. A szunnita szélsőséges erők cselekedetei miatt az egymillió lélekszámot elérő iraki katolikus közösség közül mintegy fele menekülni kényszerült otthonából, százezrek hagyták el Irakot. Megválasztása után legfontosabb feladatának érezte a nemzetközi kereszténység közönyösségének felrázását, és a tényszerű, katasztrofális helyzetekről való tudósítás és segélykérések.
Luois Sako közvetve az Amerikai Egyesült Államokat is felelőssé tette, hogy jólét helyett éppen ellenkező folyamatok indultak el tíz éve. Az amerikai kivonulás katonai vákuumot indított el. Kétségbe esett hangon kéri számon a keresztényektől a segítőkészséget és hiányolja azt.
Ferenc pápa a 2018. június 28-i konzisztóriumon bíborossá kreálta.

## Művei
Több könyvet és cikket publikált az egyházatyákról.